# Veenendaal Veenendaal Classic
A Veenendaal Veenendaal Classic anteriormente conhecida como Arnhem-Veenendaal Classic, Dutch Food Valley Classic e Veenendaal-Veenendaal é uma competição de ciclismo profissional de um dia que se disputa nos Países Baixos, com saída e chegada na cidade de Veenendaal, na província de Utrech.
Disputa-se desde 1985, ao princípio com a denominação Veenendaal-Veenendaal, até que desde 2007 mudou de nome devido ao patrocínio de um parque alimentar Food Valley, situado em Wageningen, cerca de Veenendaal. O novo nome da corrida não se meteu de cheio no público e a partir de 2014 as autoridades decidiram mudar o início da corrida a Arnhem, mantendo a chegada em Veenendaal e a denominando Arnhem-Veenendaal Classic.
Faz parte do UCI Europe Tour enquadrada na categoria 1.1. Do ano 2005 a 2010 era uma categoria superior, 1.hc.

## Palmarés
| Ano                           | Vencedor             | Segundo              | Terceiro             |           |
| ----------------------------- | -------------------- | -------------------- | -------------------- | --------- |
| Veenendaal-Veenendaal         |                      |                      |                      |           |
| 1985                          | Joop Zoetemelk       | Leo van Vliet        | Adri van Houwelingen |           |
| 1986 edição não realizada     |                      |                      |                      |           |
| 1987                          | Johan Capiot         | Jean-Paul van Poppel | Wim Arras            |           |
| 1988                          | Ronny Vlassaks       | John Bogers          | Hennie Kuiper        |           |
| 1989                          | Jean-Paul van Poppel | John Vos             | Mathieu Hermans      |           |
| 1990                          | Wiebren Veenstra     | Peter Pieters        | Ralph Moorman        |           |
| 1991                          | Wiebren Veenstra     | Olaf Ludwig          | John Talen           |           |
| 1992                          | Jacques Hanegraaf    | Hendrik Redant       | Rob Harmeling        |           |
| 1993                          | Rob Mulders          | Maarten den Bakker   | Danny Nelissen       |           |
| 1994                          | Viatcheslav Ekimov   | Andreas Kappes       | Frans Maassen        |           |
| 1995                          | Olaf Ludwig          | Peter Van Petegem    | Patrick Jonker       |           |
| 1996                          | Andrei Tchmil        | Arvis Piziks         | Johan Capiot         |           |
| 1997                          | Jeroen Blijlevens    | Léon van Bon         | Arvis Piziks         |           |
| 1998                          | Frank Høj            | Peter Van Petegem    | Léon van Bon         |           |
| 1999                          | Tristan Hoffman      | Chris Peers          | Erik Dekker          |           |
| 2000                          | Steven de Jongh      | Niko Eeckhout        | Servais Knaven       |           |
| 2001                          | Steven de Jongh      | Rudie Kemna          | Roger Hammond        |           |
| 2002                          | Bobbie Traksel       | Bart Voskamp         | Robbie McEwen        |           |
| 2003                          | Léon van Bon         | Marc Wauters         | Robbie McEwen        |           |
| 2004                          | Simone Cadamuro      | Robbie McEwen        | Jo Planckaert        |           |
| 2005                          | Paul van Schalen     | Dean Podgornik       | Ruslan Ivanov        |           |
| 2006                          | Tom Boonen           | Steffen Radochla     | Max van Heeswijk     |           |
| 2007                          | Steffen Radochla     | Stefan van Dijk      | Davide Viganò        |           |
| 2008                          | Robert Förster       | Sven Krauß           | Niko Eeckhout        |           |
| Dutch Food Valley Classic     |                      |                      |                      |           |
| 2009                          | Kenny van Hummel     | Graeme Brown         | Steven de Jongh      |           |
| 2010                          | Edvald Boasson Hagen | Kenny van Hummel     | Stefan van Dijk      |           |
| 2011                          | Theo Bos             | Wim Stroetinga       | Stefan van Dijk      |           |
| 2012                          | Theo Bos             | Peter Sagan          | Mark Renshaw         |           |
| 2013                          | Elia Viviani         | Danilo Napolitano    | Kenny van Hummel     |           |
| Arnhem Veenendaal Classic     |                      |                      |                      |           |
| 2014                          | Yves Lampaert        | Michael Vingerling   | Jos van Emden        |           |
| 2015                          | Dylan Groenewegen    | Yauheni Hutarovich   | Roman Maikin         |           |
| 2016                          | Dylan Groenewegen    | Chris Opie           | Kenny Dehaes         |           |
| Veenendaal Veenendaal Classic |                      |                      |                      |           |
| 2017                          | Luka Mezgec          | Wouter Wippert       | Moreno Hofland       |           |
| 2018                          | Dylan Groenewegen    | Wouter Wippert       | Sondre Holst Enger   |           |
| 2019                          | Zakkari Dempster     | Martijn Budding      | Nick van der Lijke   |           |
| 2020                          | cancelado            | cancelado            | cancelado            | cancelado |
| 2021                          | cancelado            | cancelado            | cancelado            | cancelado |
| 2022                          | Dylan Groenewegen    | Gerben Thijssen      | Arnaud De Lie        |           |
| 2023                          | Dylan Groenewegen    | Arvid de Kleijn      | Sam Welsford         |           |
| 2024                          | Tord Gudmestad       | Simon Dehairs        | Dylan Groenewegen    |           |
| 2025                          | cancelado            | cancelado            | cancelado            | cancelado |

## Palmarés por países
| País          | Vitórias |
| ------------- | -------- |
| Países Baixos | 20       |
| Bélgica       | 5        |
| Alemanha      | 3        |
| Itália        | 2        |
| Rússia        | 1        |
| Noruega       | 1        |
| Eslovênia     | 1        |
| Austrália     | 1        |